# Rosa Friess

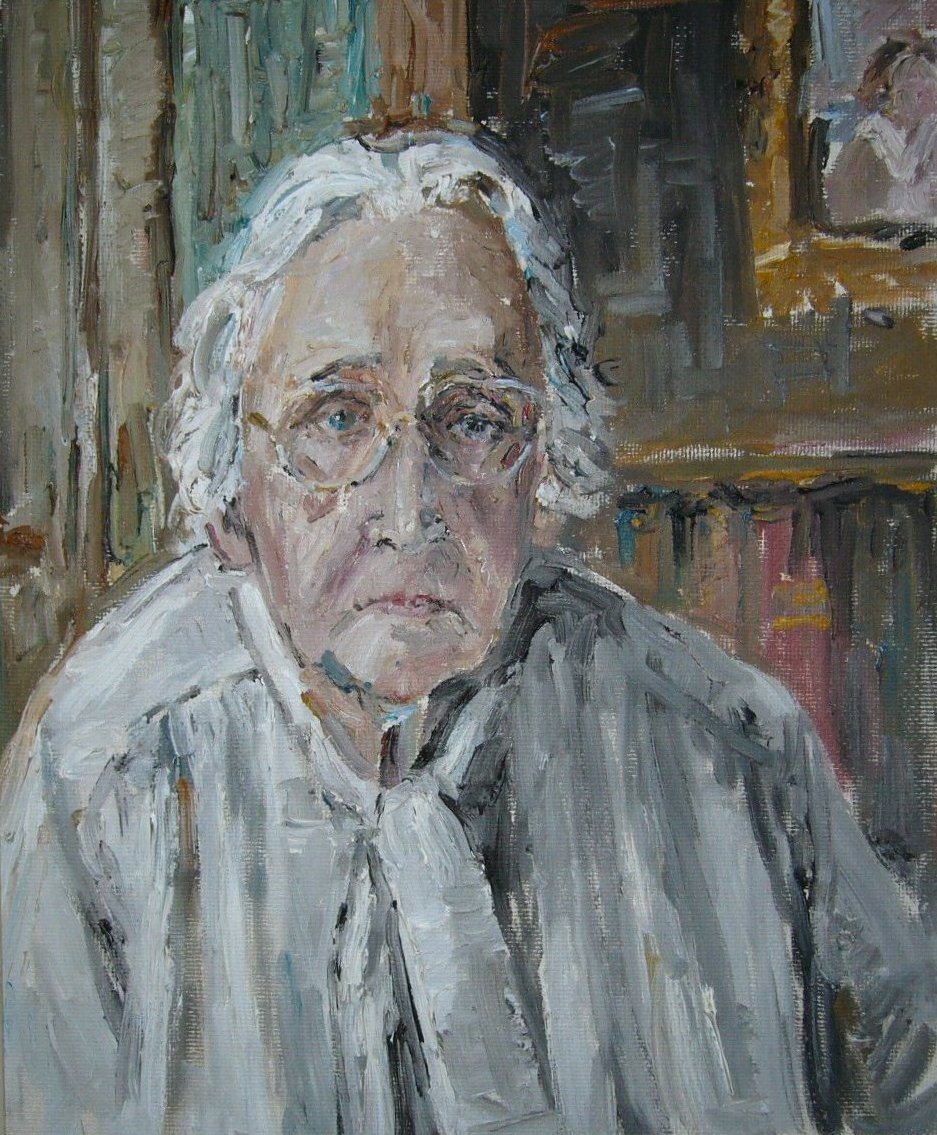
Rosa Friess (Selbstporträt)

Rosa Friess (* 7. November 1916 in Köln; † 31. Dezember 2007 in Marburg) war eine deutsche Ärztin und Malerin.

## Leben
Rosa Friess absolvierte nach dem Abitur an der Elisabethschule in Marburg ein Studium der Medizin mit Promotion. Gemeinsam mit ihrem Mann führte sie dann in Marburg eine medizinische Allgemeinpraxis. Nach Erreichen der Altersgrenze war sie ausschließlich künstlerisch tätig.
Ihre malerische Begabung wurde früh erkannt und gefördert. Dank eines Gutachtens des Marburger Kunsthistorikers Richard Hamann konnte sie 1943 auf Bezugsschein Ölfarben erwerben, die damals knapp waren. Neben ihrer Tätigkeit als Ärztin entstanden in regelmäßiger künstlerischer Tätigkeit zahlreiche Landschaften, Porträts und Stillleben. Ein Katalog von 2004 dokumentiert 160 Bilder. 
Ihr besonderes Interesse galt der Darstellung der unverfälschten Natur. So entstanden im Laufe der Jahrzehnte zahlreiche Bilder, deren landschaftliche Schönheit der unberührten Natur inzwischen dem Zugriff der Zivilisation zum Opfer gefallen ist.
Diese Bilder wurden weitgehend in der freien Natur gemalt und sind dadurch von einer skizzenhaften Frische, die eine stilistische Verwandtschaft zum Stil des Malers Franz Frank aufweist, mit dem Rosa Friess eine enge Freundschafts- und Arbeitsbeziehung verband.
Mit zunehmendem Alter traten Porträts in den Mittelpunkt ihres Werkes, das in mehreren Ausstellungen in Marburg gezeigt wurde. Zahlreiche Bilder hat sie zugunsten des Universitätsmuseums Marburg versteigern lassen.

## Werke
Landschaften
Die Bilder sind in der Natur entstanden und später
zu Hause so gut wie nie nachbearbeitet worden.

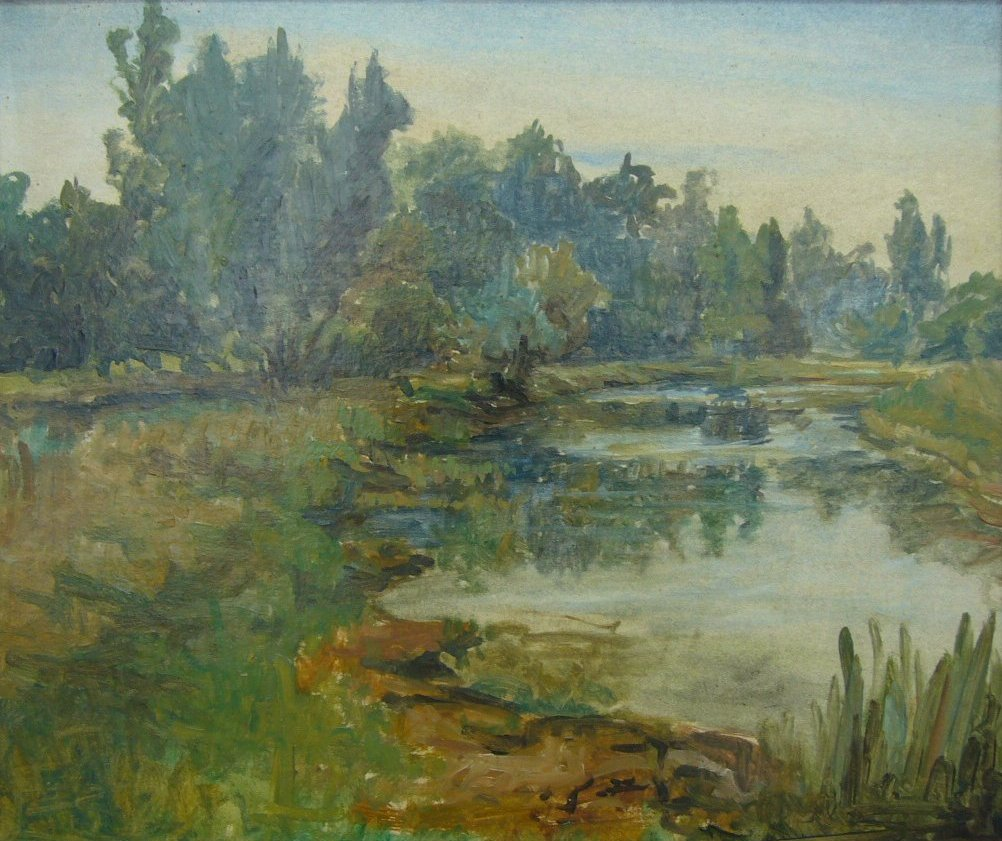
Landschaft am Biegen
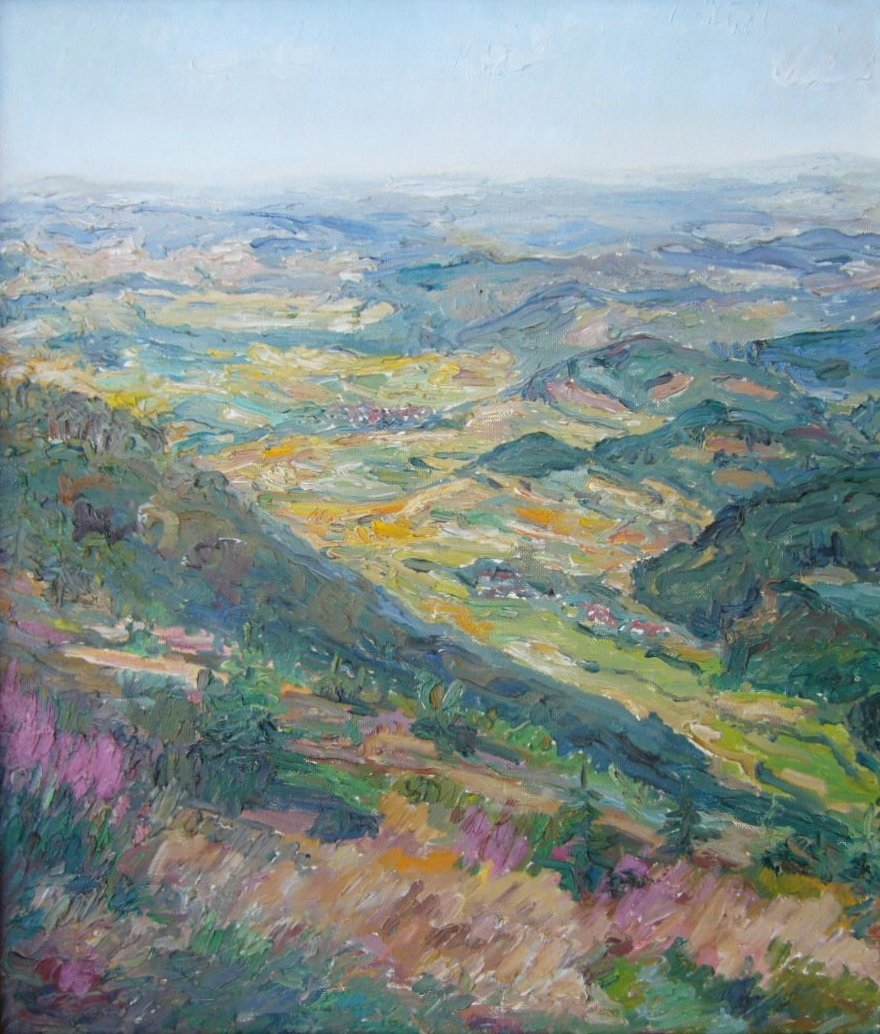
Blick Richtung Holzhausen am Hünstein
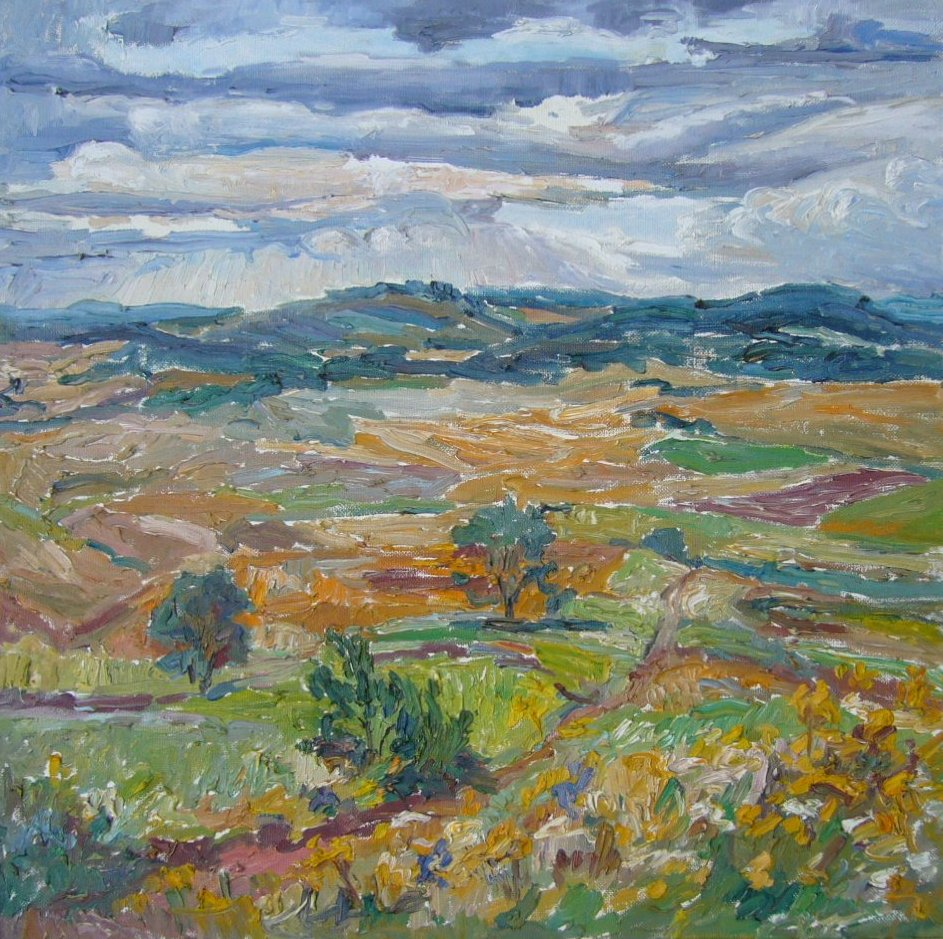
Abziehendes Gewitter, Blick von der Via Regia

Waldbilder, Bäume
Die Waldbilder sind – wie die Landschaften – in der Natur entstanden.

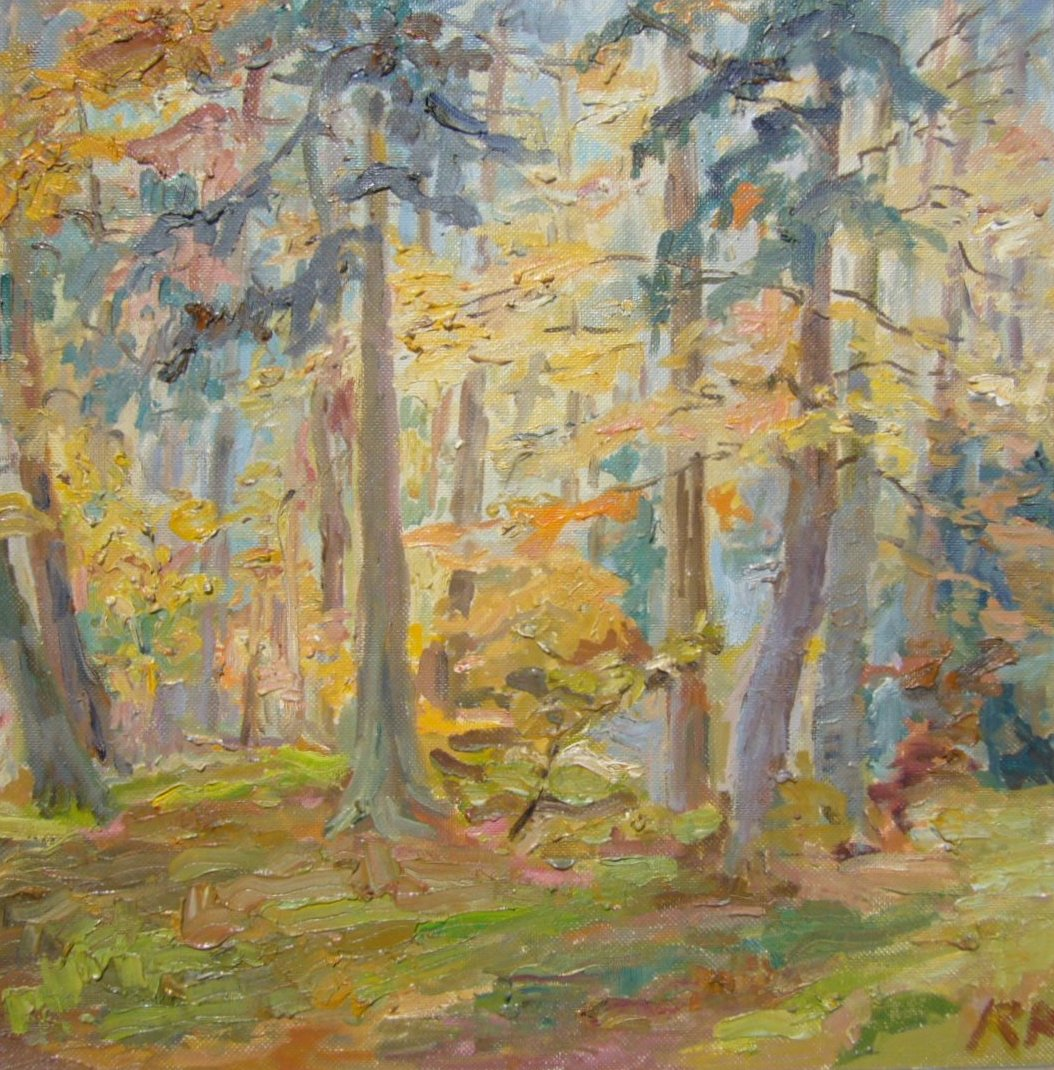
Herbstwald am Frauenberg
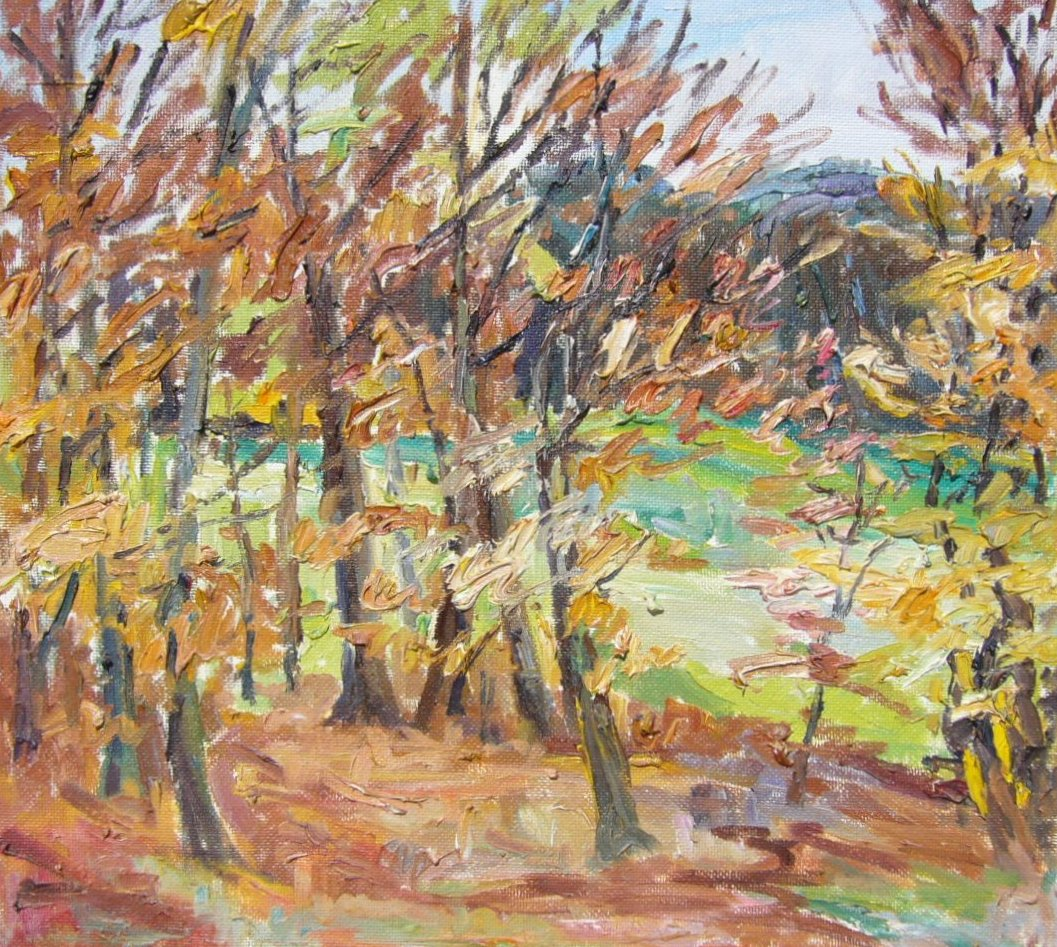
Am Rimberg bei Caldern

Gärten, Blühendes

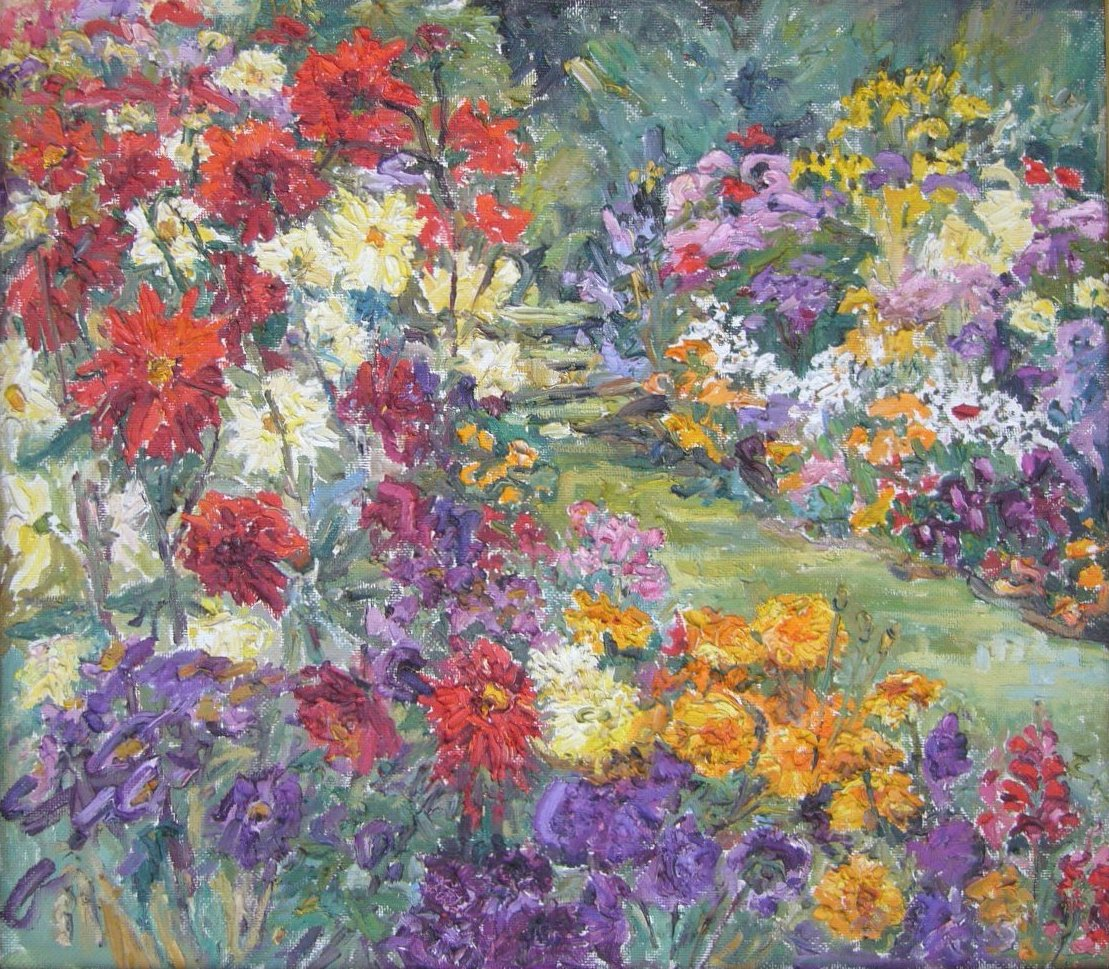
Ubbelohdes Garten in Goßfelden
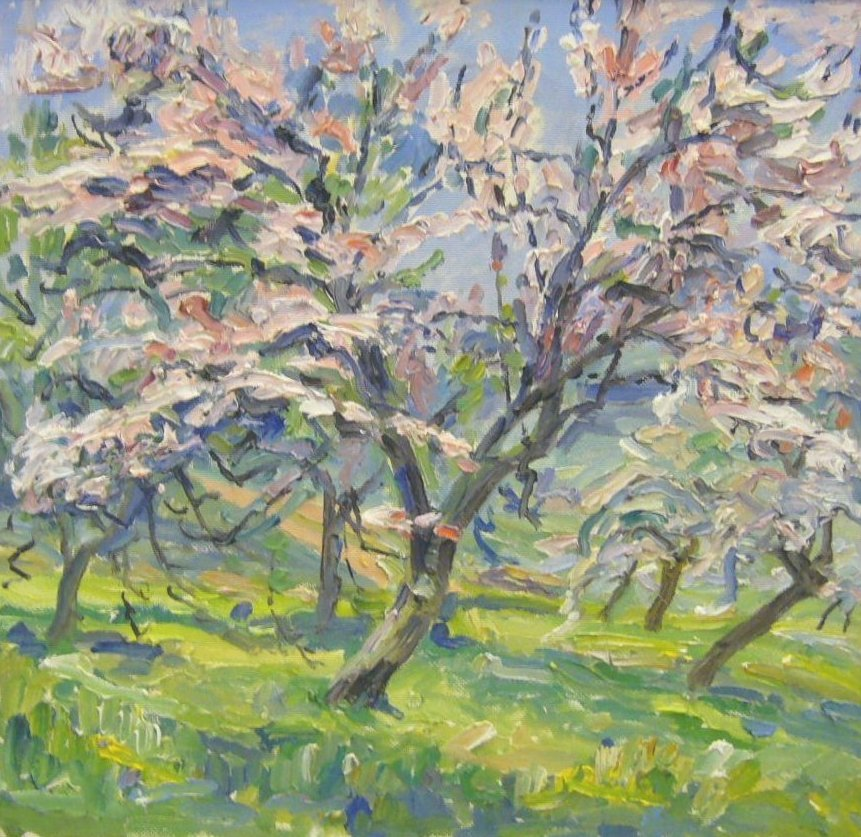
Blühende Apfelbäume
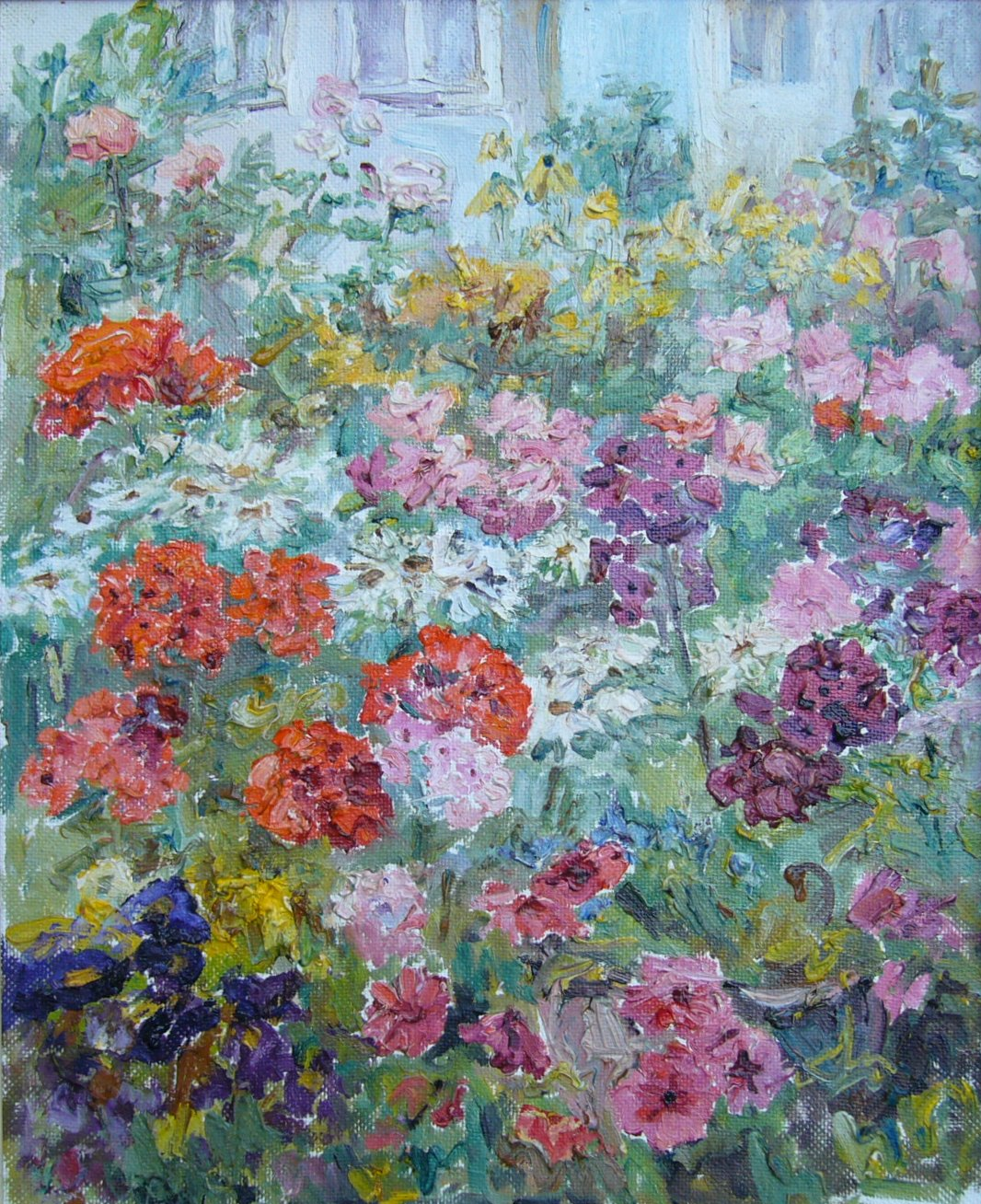
Blick in meinen Garten
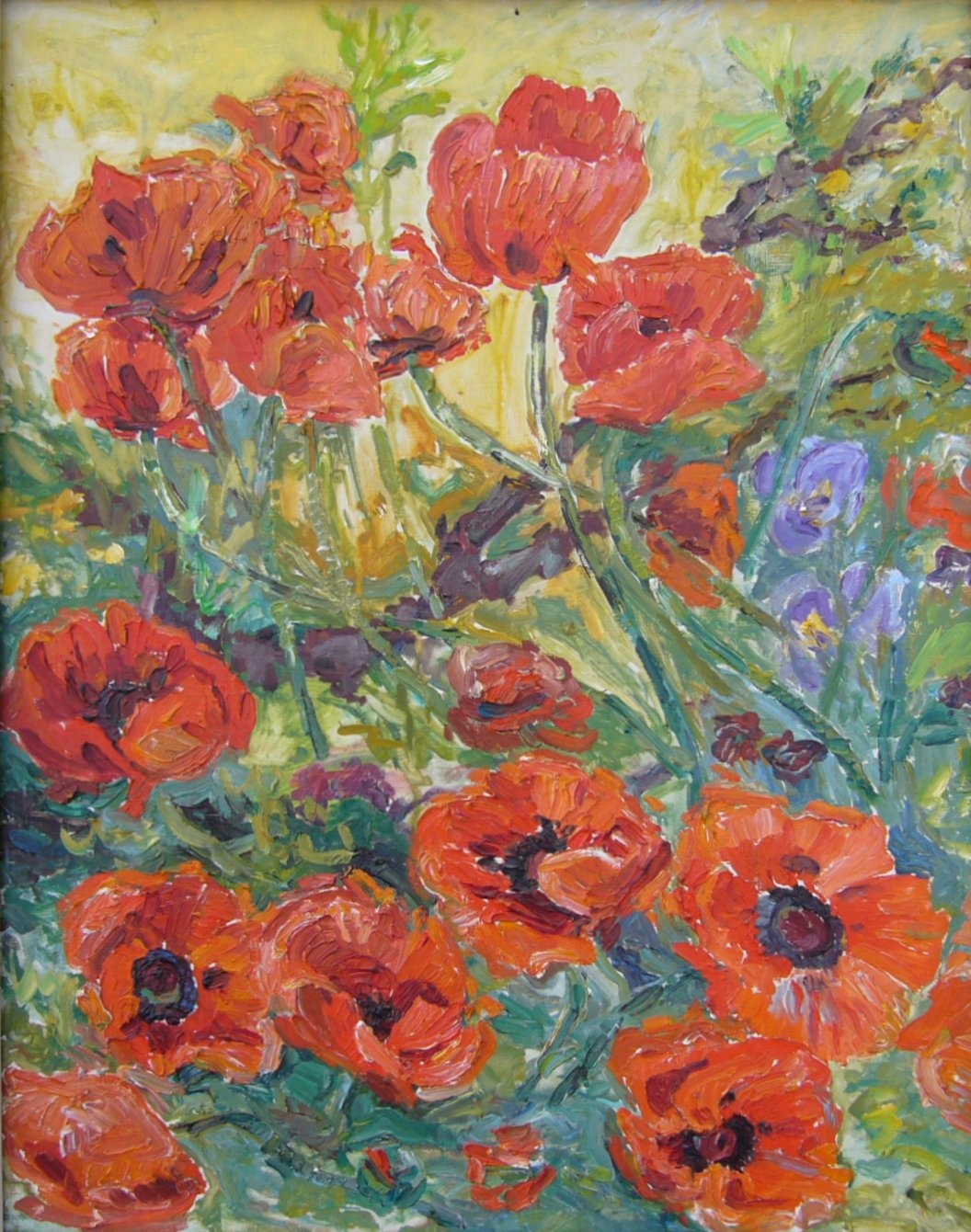
Blühender Mohn

Porträts

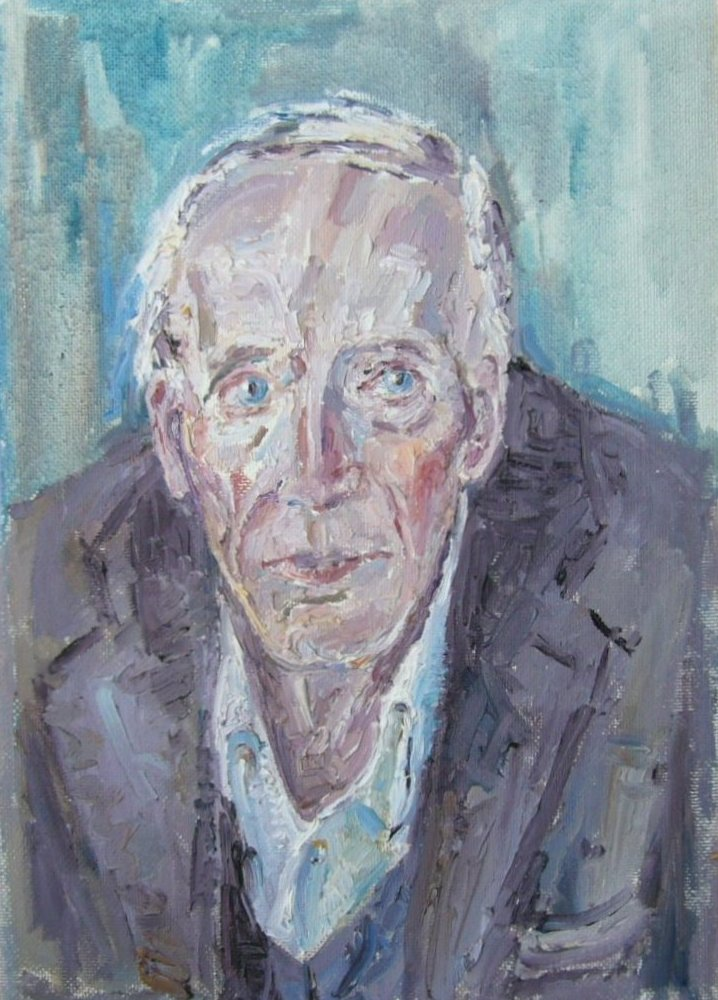
Porträt Franz Frank
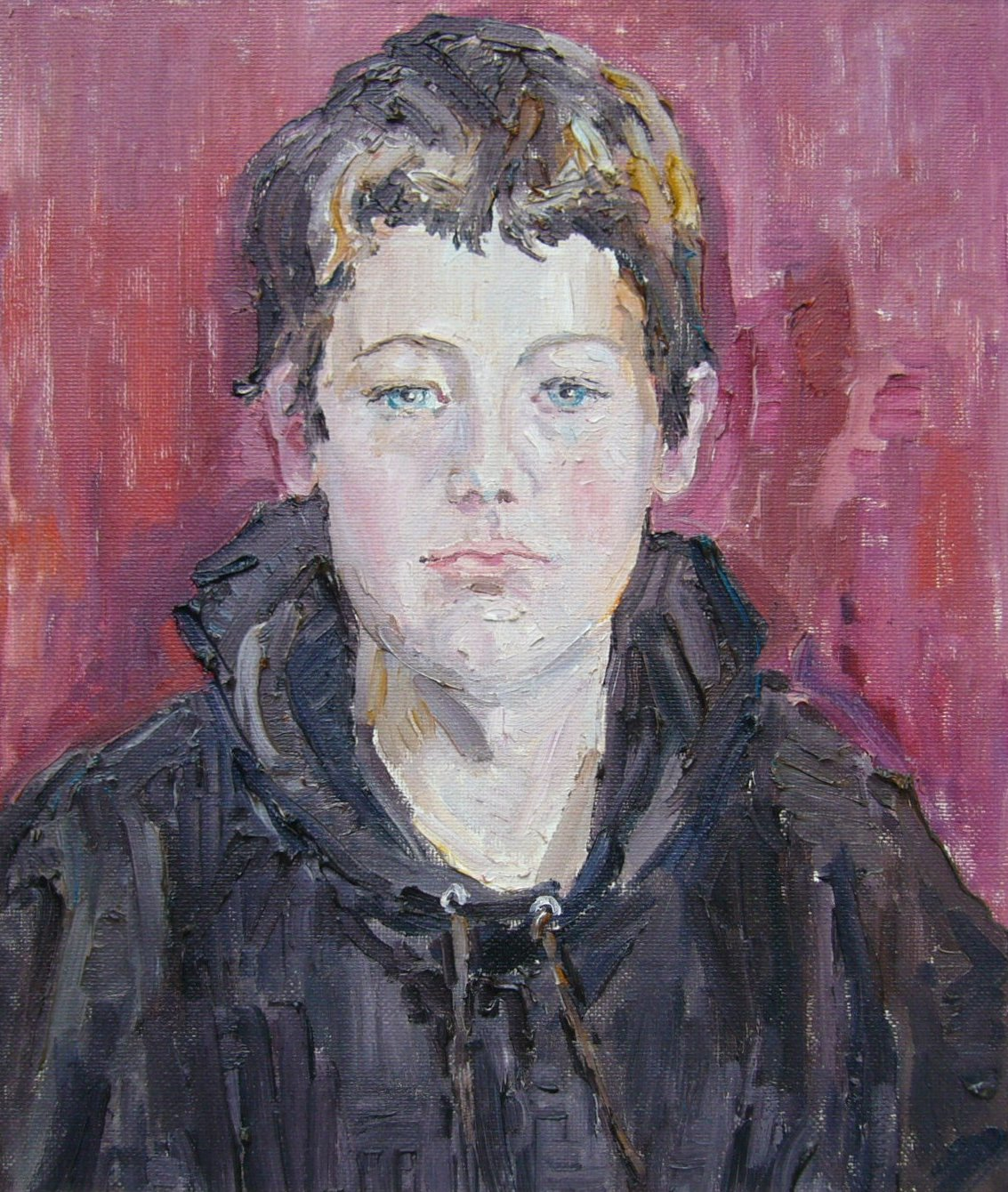
Porträt Enkel J.
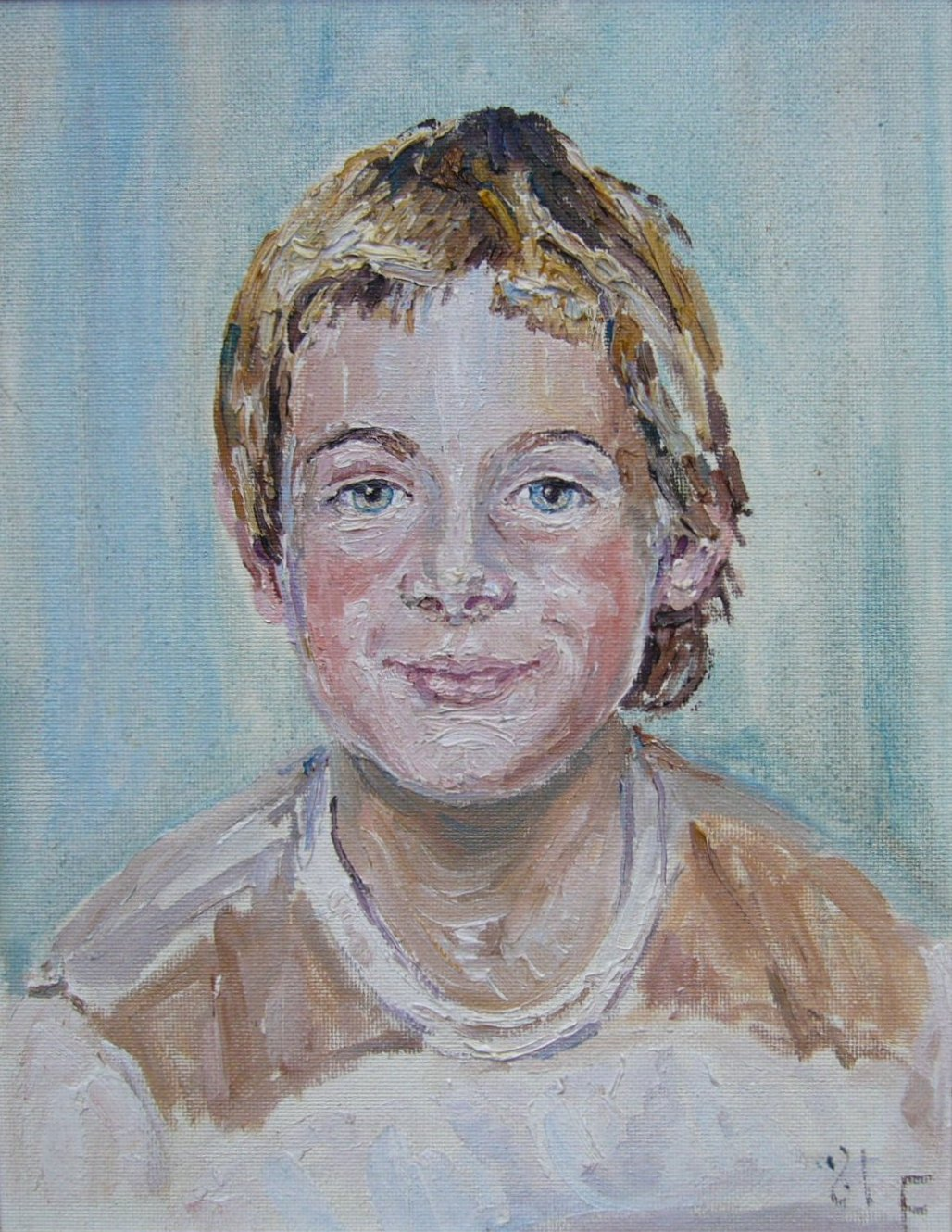
Porträt Enkel M.
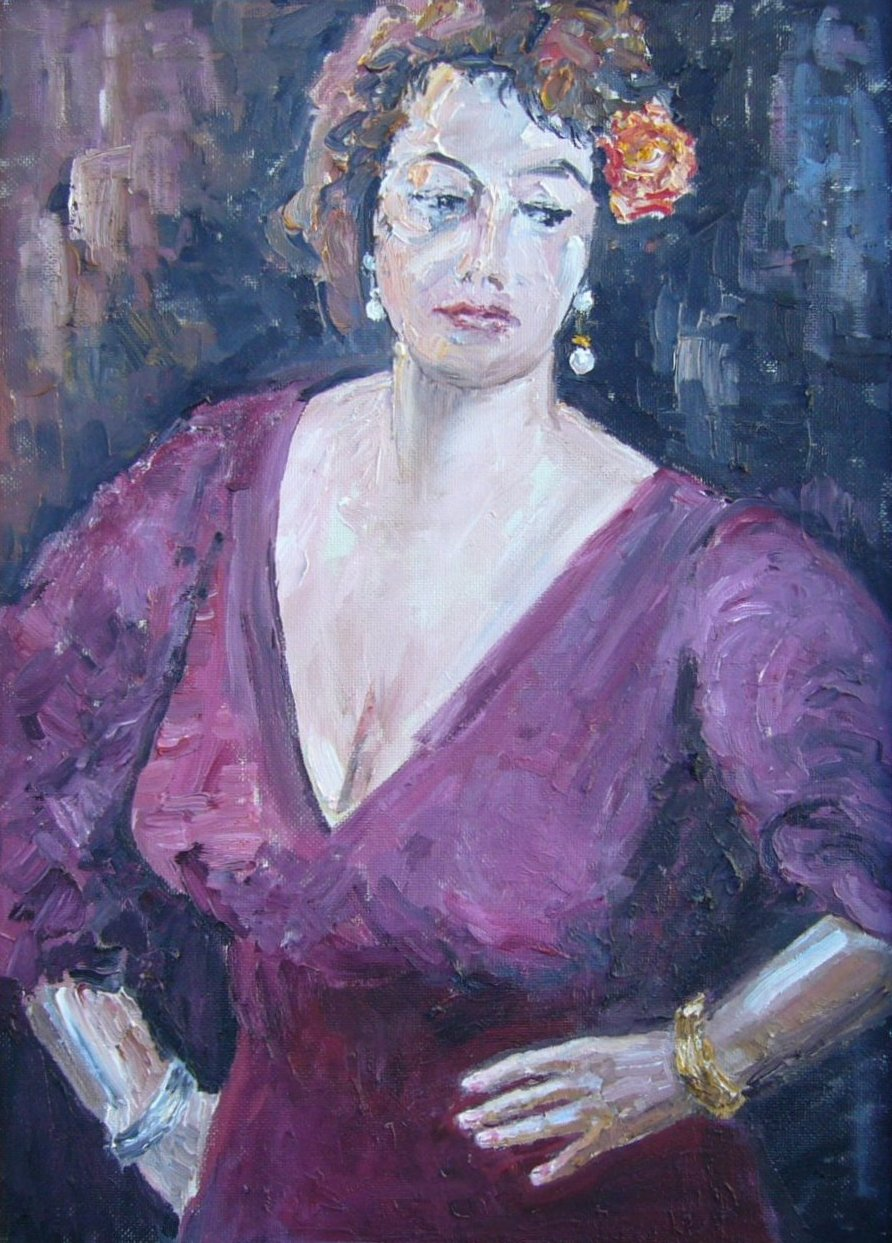
Porträt Flamencotänzerin
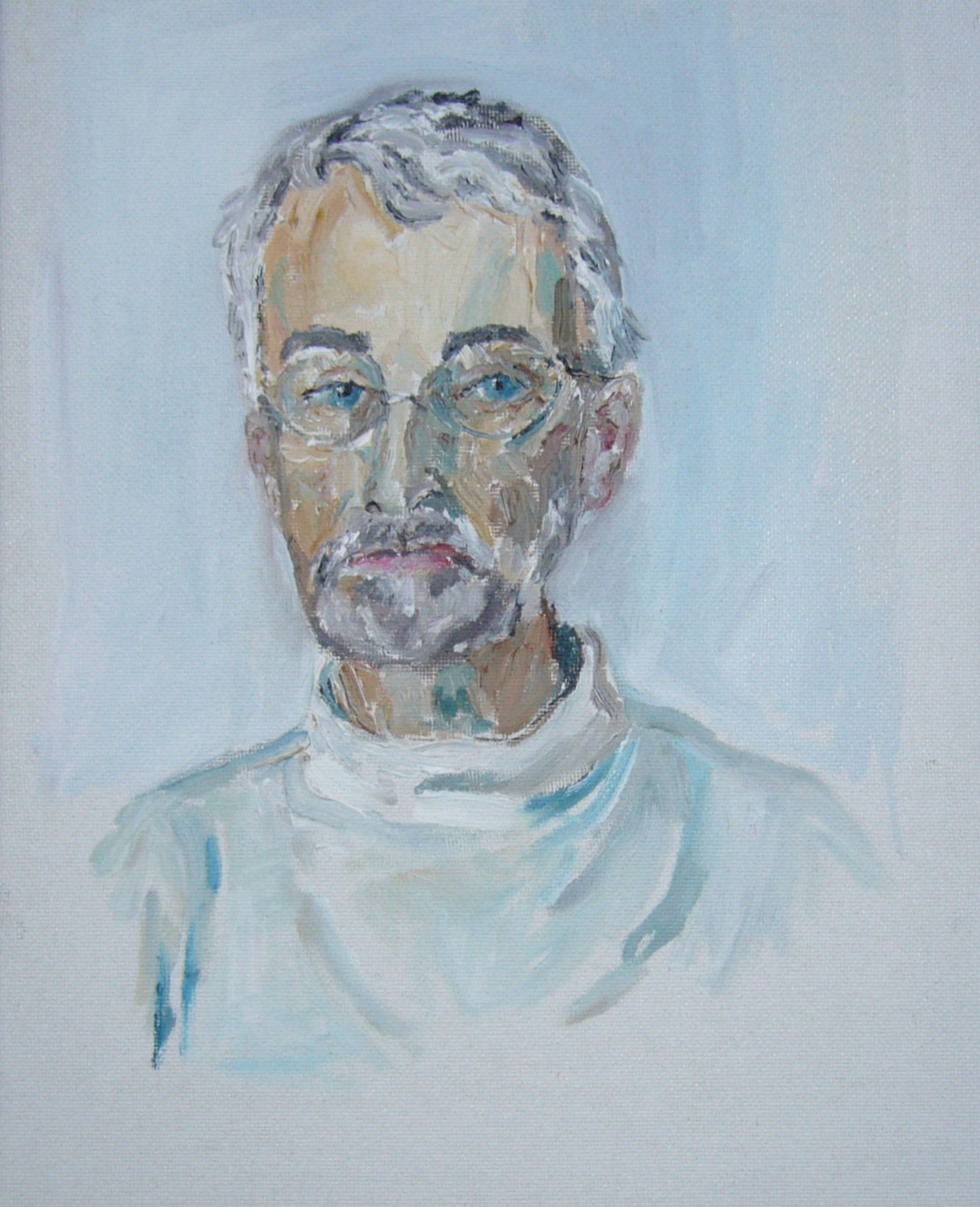
Porträt Sohn L.

## Ausstellungen
- Rosa Friess – Gedächtnisausstellung in der Papiermühle Kirchhain, August 2008.
- Rosa Friess – Unser Wald, Sonderausstellung November 2004 im Marburger Universitätsmuseum für Bildende Kunst.